# Збірна Швеції з хокею із шайбою
Збірна Швеції з хокею із шайбою — національна команда Швеції, що представляє країну на міжнародних змаганнях з хокею із шайбою. Опікується командою Шведський хокейний союз. Команда є однією з найуспішніших хокейних дружин у світі, тому у світовому рейтингу ІІХФ (IIHF), нині займає третє місце.

## Турнірні здобутки команди

### На зимових Олімпіадах
- 1920 рік — Літні Олімпійські ігри 1920 — Закінчили на 4-му місці
- 1924 рік — Зимові Олімпійські ігри 1924 — Закінчили на 4-му місці
- 1928 рік — Зимові Олімпійські ігри 1928 — Закінчили на 2-му місці
- 1932 рік — Зимові Олімпійські ігри 1932 — Не брала участь
- 1936 рік — Зимові Олімпійські ігри 1936 — Закінчили на 5-му місці
- 1948 рік — Зимові Олімпійські ігри 1948 — Закінчили на 4-му місці
- 1952 рік — Зимові Олімпійські ігри 1952 — Закінчили на 3-му місці
- 1956 рік — Зимові Олімпійські ігри 1956 — Закінчили на 4-му місці
- 1960 рік — Зимові Олімпійські ігри 1960 — Закінчили на 5-му місці
- 1964 рік — Зимові Олімпійські ігри 1964 — Закінчили на 2-му місці
- 1968 рік — Зимові Олімпійські ігри 1968 — Закінчили на 4-му місці
- 1972 рік — Зимові Олімпійські ігри 1972 — Закінчили на 4-му місці
- 1976 рік — Зимові Олімпійські ігри 1976 — Не брала участь
- 1980 рік — Зимові Олімпійські ігри 1980 — Закінчили на 3-му місці
- 1984 рік — Зимові Олімпійські ігри 1984 — Закінчили на 3-му місці
- 1988 рік — Зимові Олімпійські ігри 1988 — Закінчили на 3-му місці
- 1992 рік — Зимові Олімпійські ігри 1992 — Закінчили на 5-му місці
- 1994 рік — Зимові Олімпійські ігри 1994 — Закінчили на 1-му місці
- 1998 рік — Зимові Олімпійські ігри 1998 — Закінчили на 5-му місці
- 2002 рік — Зимові Олімпійські ігри 2002 — Закінчили на 5-му місці
- 2006 рік — Зимові Олімпійські ігри 2006 — Закінчили на 1-му місці
- 2010 рік — Зимові Олімпійські ігри 2010 — Закінчили на 5-му місці
- 2014 рік — Зимові Олімпійські ігри 2014 — Закінчили на 2-му місці
- 2018 — 5-е місце
- 2022 — 4-е місце

### На Чемпіонатах світу
- 1930 — Не брали участь
- 1931 — 6-е місце
- 1933 — Не брали участь
- 1934 — Не брали участь
- 1935 — 5-е місце
- 1937 — 10-е місце
- 1938 — 5-е місце
- 1939 — Не брали участь
- 1947 — 2-е місце
- 1949 — 4-е місце
- 1950 — 5-е місце
- 1951 — 2-е місце
- 1953 — 1-е місце
- 1954 — 3-є місце
- 1955 — 5-е місце
- 1957 — 1-е місце
- 1958 — 3-є місце
- 1959 — 5-е місце
- 1961 — 4-е місце
- 1962 — 1-е місце
- 1963 — 2-е місце
- 1965 — 3-є місце
- 1966 — 4-е місце
- 1967 — 2-е місце
- 1969 — 2-е місце
- 1970 — 2-е місце
- 1971 — 3-є місце
- 1972 — 3-є місце
- 1973 — 2-е місце
- 1974 — 3-є місце
- 1975 — 3-є місце
- 1976 — 3-є місце
- 1977 — 2-е місце
- 1978 — 4-е місце
- 1979 — 3-є місце
- 1981 — 2-е місце
- 1982 — 4-е місце
- 1983 — 4-е місце
- 1985 — 6-е місце
- 1986 — 2-е місце
- 1987 — 1-е місце
- 1989 — 4-е місце
- 1990 — 2-е місце
- 1991 — 1-е місце
- 1992 — 1-е місце
- 1993 — 2-е місце
- 1994 — 3-є місце
- 1994 — 2-е місце
- 1996 — 6-е місце
- 1997 — 2-е місце
- 1998 — 1-е місце
- 1999 — 3-є місце
- 2000 — 7-е місце
- 2001 — 3-є місце
- 2002 — 3-є місце
- 2003 — 2-е місце
- 2004 — 2-е місце
- 2005 — 4-е місце
- 2006 — 1-е місце
- 2007 — 4-е місцеі
- 2008 — 4-е місце
- 2009 — 3-є місце
- 2010 — 3-є місце
- 2011 — 2-е місце
- 2012 — 6-е місце
- 2013 — 1-е місце
- 2014 — 3-є місце
- 2015 — 5-е місце
- 2016 — 6-е місце
- 2017 — 1-е місце
- 2018 — 1-е місце
- 2019 — 5-е місце
- 2021 — 9-е місце
- 2022 — 6-е місце
- 2023 — 6-е місце
- 2024 — 3-є місце
- 2025 — 3-є місце

## Склад команди
Склад гравців на чемпіонаті світу 2015
Станом на 17 травня 2015
Воротарі
| №  | Гравець         | Хват | Зріст  | Вага   | Дата народження | Команда        |
| -- | --------------- | ---- | ------ | ------ | --------------- | -------------- |
| 1  | Юнас Енрот      | Л    | 180 см | 75 кг  | 25 червня 1988  | Даллас Старс   |
| 31 | Андерс Нільссон | Л    | 195 см | 103 кг | 19 березня 1990 | Ак Барс Казань |
| 35 | Маркус Свенссон | Л    | 185 см | 89 кг  | 9 липня 1984    | ХК Шеллефтео   |

Захисники
| №  | Гравець              | Хват | Зріст  | Вага   | Дата народження | Команда             |
| -- | -------------------- | ---- | ------ | ------ | --------------- | ------------------- |
| 3  | Джон Клінберг        | П    | 188 см | 82 кг  | 14 серпня 1992  | Даллас Старс        |
| 4  | Стаффан Кронвалль С  | Л    | 195 см | 105 кг | 10 вересня 1982 | Локомотив Ярославль |
| 8  | Петтер Гранберг      | П    | 190 см | 93 кг  | 27 серпня 1992  | Торонто Мейпл-Ліфс  |
| 14 | Маттіас Екгольм      | Л    | 193 см | 93 кг  | 24 травня 1990  | Нашвілл Предаторс   |
| 23 | Олівер Екман-Ларссон | Л    | 188 см | 91 кг  | 17 липня 1991   | Аризона Койотс      |
| 48 | Даніель Рахімі       | Л    | 190 см | 95 кг  | 28 квітня 1987  | ХК Лінчепінг        |
| 51 | Юнас Анелев          | Л    | 190 см | 97 кг  | 11 грудня 1987  | МОДО Ерншельдсвік   |
| 84 | Оскар Клефбом        | Л    | 191 см | 95 кг  | 20 липня 1993   | Едмонтон Ойлерс     |

Нападники
| №  | Гравець            | Хват | Зріст  | Вага  | Дата народження   | Команда                  |
| -- | ------------------ | ---- | ------ | ----- | ----------------- | ------------------------ |
| 9  | Філіп Форсберг     | П    | 188 см | 94 кг | 13 серпня 1994    | Нашвілл Предаторс        |
| 10 | Юакім Ліндстрем    | Л    | 183 см | 85 кг | 5 грудня 1983     | Торонто Мейпл-Ліфс       |
| 11 | Сімон Яльмарссон   | Л    | 184 см | 78 кг | 1 лютого 1989     | ЦСКА Москва              |
| 15 | Маттіас Шегрен     | Л    | 189 см | 97 кг | 27 листопада 1987 | ХК Лінчепінг             |
| 16 | Якоб Юсефсон       | Л    | 185 см | 86 кг | 2 березня 1991    | Нью-Джерсі Девілс        |
| 20 | Джоель Лундквіст А | Л    | 184 см | 91 кг | 2 березня 1982    | Фрелунда Гетеборг        |
| 21 | Луї Ерікссон       | Л    | 188 см | 89 кг | 17 липня 1985     | Бостон Брюїнс            |
| 27 | Джиммі Ерікссон А  | Л    | 187 см | 94 кг | 22 лютого 1980    | СКА Санкт-Петербург      |
| 28 | Еліас Ліндгольм    | П    | 185 см | 87 кг | 2 грудня 1994     | Кароліна Гаррікейнс      |
| 44 | Ніклас Даніельсон  | П    | 184 см | 83 кг | 7 грудня 1984     | Рапперсвіль-Йона Лейкерс |
| 45 | Оскар Меллер       | Л    | 178 см | 82 кг | 22 січня 1989     | Ак Барс Казань           |
| 49 | Віктор Раск        | Л    | 188 см | 91 кг | 1 березня 1993    | Кароліна Гаррікейнс      |
| 53 | Андреас Турессон   | П    | 185 см | 92 кг | 18 листопада 1987 | Сєвєрсталь Череповець    |
| 58 | Антон Ландер       | Л    | 183 см | 85 кг | 24 квітня 1991    | Едмонтон Ойлерс          |

Тренерський штаб
| Функція              | Ім'я            | Громадянство | Дата народження |
| -------------------- | --------------- | ------------ | --------------- |
| Головний тренер      | Пер Мортс       | Швеція       | 30 квітня 1953  |
| Асистент тренера     | Рікард Гренборг | Швеція       | 8 червня 1968   |
| Асистент тренера     | Петер Попович   | Швеція       | 10 лютого 1968  |
| Генеральний менеджер | Томмі Боустедт  | Швеція       | 5 травня 1959   |